# Reactantie

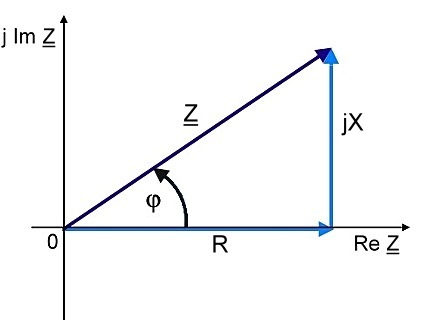
Complexe impedantie driehoek

De reactantie (X) is het imaginaire deel van de complexe impedantie, de eenheid ervan is ohm (Ω):
{\displaystyle \Im (Z)=\Im (R+jX)=X}
Schakelt men een reeks van n reactanties in serie dan geldt:
{\displaystyle X_{\mathrm {v} }=\sum _{k=1}^{n}X_{k}}
Schakelt men een reeks van n reactanties in parallel dan geldt:
{\displaystyle X_{\mathrm {v} }^{-1}=\sum _{k=1}^{n}X_{k}^{-1}}
Waarbij {\displaystyle X_{\mathrm {v} }} de vervangingsreactantie voorstelt.
- Voor de reactantie van een ideale spoel met inductie L geldt: {\displaystyle X=\omega L} (inductieve reactantie of inductantie)
- Voor de reactantie van een ideale condensator met capaciteit C geldt: {\displaystyle X={\frac {-1}{\omega C}}} (capacitieve reactantie of capacitantie)
- Voor de reactantie van een ideale weerstand geldt: {\displaystyle X=0}

De relatie tussen reactantie X, spanning U en stroom I is:
{\displaystyle X=\Im \left({\frac {U}{I}}\right)}
Het imaginaire deel van de  complexe admittantie {\displaystyle Y=G+jB} wordt de susceptantie B genoemd, deze wordt uitgedrukt in siemens (S)
Het verband tussen B en X wordt gegeven door:
{\displaystyle B={\frac {-X}{R^{2}+X^{2}}}}